# Lisa Ann Jacquin
Lisa Ann Jacquin, född den 22 februari 1962 i Tucson, Arizona, är en amerikansk ryttare.
Hon tog OS-silver i lagtävlingen i hoppning i samband med de olympiska ridsporttävlingarna 1988 i Seoul.